# Chuck Marohnic
Chuck Marohnic ist ein US-amerikanischer Jazz-Pianist,  Komponist, Arrangeur, Hochschullehrer und Autor.
Chuck Marohnic spielte zu Beginn seiner Karriere als Sideman mit
Joe Henderson,  Ira Sullivan, Buddy Rich, Chet Baker;
arbeitete mit Klaus Ignatzek, Lyle Lovett und Joey Sellers sowie als Kirchenmusiker und Arrangeur von Piano-Arrangements von Kirchenhymnen und -liedern.
Außerdem nahm er einige Alben unter eigenem Namen auf, als Solist, in Trio-Besetzung und mit Gastmusikern wie Bennie Wallace, David Friesen, Steve Gilmore, Bill Goodwin und Joe LaBarbera für Steeplechase Records und das holländische Label Challenge.
Marohnic war von 1981 bis 2003 Hochschullehrer und Direktor für den Bereich Jazz Studies an der Arizona State University; frühere Studenten von ihm waren u. a. John Medeski und der Rock-Gitarrist Scott Henderson.  Er schrieb vier Bücher über Jazz, How to Create Jazz Chord Progressions, 12 Keys to Jazz Concepts, 50 Practical Pro Tips und Jazz Keyboard Study, die bei Advance Music Publishers erschienen sind. Als Musikpädagoge nahm er an zahlreichen Festivals und Workshops in Deutschland, Brasilien und Frankreich teil. In Brasilien entstand das Video The Creation of a Solo Jazz Piano Arrangement. Außerdem arbeitete Chuck Marohnic 2000 mit dem nationalen bulgarischen Jugendsinfonie-Orchester.
Als Komponist schrieb Chuck Marohnic Musik für Klavier-Arrangements und drei Stücke für Bläser-Quintett. In jüngerer Zeit entstand ein Konzert für Jazz-Piano und Orchester mit dem Titel Desert Spirit, das mit dem Arizona State University Symphony Orchestra uraufgeführt wurde.

## Diskographische Hinweise
- Copenhagen Suite (Steeplechase, 1978) mit Bennie Wallace, Steve Gilmore, Bill Goodwin
- Permutations (Steeplechase, 1981) solo
- Many Mansions (Challenge, 1998) mit David Friesen, Joe LaBarbera, Alan Jones
- Jazz! (Summit, 1999)